# George Mason-Villiers, II conte Grandison
George Mason-Villiers, II conte Grandison (13 luglio 1751 – 14 luglio 1800) è stato un politico britannico.

## Biografia
George Mason, era figlio di Aland John Mason e di sua moglie Lady Elizabeth Villiers, figlia di John Villiers, I conte Grandison. Suo padre, che rappresentò la contea di Waterford nella Casa dei Comuni irlandesi, morì nel marzo 1759 e sua madre si risposò con il maggior generale Charles Montague Halifax nel 1763. Studiò all'Eton College dal 1762 al 1766. Nel 1767 sua madre fu creata contessa Grandison. Prese il nome di Villiers il 21 ottobre 1771 e sposò Lady Gertrude, figlia di Francis Seymour-Conway, I marchese di Hertford il 10 febbraio 1772.
Nel 1774 Villers fu eletto come membro del Parlamento per il collegio di Ludlow. Verso la scadenza del mandato si recò all'estero con la sua famiglia, presumibilmente in Svizzera, dove viveva sua madre. Alla morte della donna nel 1782 le succedette nel titolo di conte.  Si trattava di un Pari d'Irlanda cosa che gli garantiva un seggio nella Camera dei lord d'Irlanda, ma non nella Camera dei lord di Londra. Tre anni dopo fu giurato dell'Irish Privy Council.
Lord Grandison e sua moglie ebbero una figlia, Lady Gertrude Amelia Mason-Villiers. Sua moglie morì in Svizzera nel settembre 1793, all'età di 42 anni. Lord Grandison le sopravvisse di sette anni e morì nel luglio 1800, all'età di 49 anni. Non avendo avuto figli maschi il titolo di conte morì con lui. Sua figlia si sposò con Lord Henry Stuart cui portò in dote la sua eredità.  I loro figli furono Henry Villiers-Stuart, I barone Stuart de Decies e William Villiers-Stuart.